# الحصوة (الشرقية)
قرية الحصوة هي إحدى القرى التابعة لمركز أبو كبير في محافظة الشرقية في جمهورية مصر العربية. حسب إحصاءات سنة 2006، بلغ إجمالي السكان في الحصوة 9423 نسمة، منهم 4905 رجل و4518 امرأة.